# Оласабаль Рамери, Хуан
Хуан Оласабаль Рамери (исп. Juan de Olazábal Ramery, 29 декабря 1863, Ирун — 4 января 1937, Бильбао) — испанский интегралистский и традиционалистский политический деятель. Глава Национальной католической партии с 1931 по 1937 годы.

## Биография
Родился 29 декабря 1863 в знатной семье в Ируне. После ранней смерти отца в 1867 году, Хуана и его братьев и сестер воспитывала их мать, Пруденсия Рамери Сусуарреги. После начала очередной карлистской войны семья бежала во французский город Андай. После возвращения в Испанию Хуан получил образование в иезуитском колледже в Ордунье. После окончания колледжа, учился в центральном Мадридском университете, который окончил 1885 году.
После окончания университета Хуан Оласабаль вернулся в родную Гипускоа и начал политическую карьеру, присоединившись к карлистскому движению. В 1890-х он отошел от карлистов и стал одним из лидеров интегралистов, выступавших за защиту католических традиций, региональных прав и фуэрос. Для продвижения своих идей он основал газету La Constancia, которая стала рупором интегристского движения.
В политике Оласабаль сосредоточился на критике либеральных реформ, ослаблявших роль религии и местного самоуправления. Активно участвовал в избирательных кампаниях, избирался депутатом кортесов. Его деятельность сочетала борьбу за сохранение традиционных ценностей с защитой интересов местных сообществ.
После укрепления республиканского секуляризма в Испании Оласабаль осознал слабость интегристов перед влиянием левых. Он принял решение о воссоединении с карлистами, что произошло в 1932 году. Несмотря на формальное руководство Бернардо Элио-и-Элио, Оласабаль оставался одним из ключевых лидеров, оказывая влияние на движение. Бывшие интегристы сохранили значительное влияние в объединенной партии, продолжая издавать газету El Siglo Futuro и занимая ведущие позиции в партии. Однако их активность вызвала трения среди карлистов, особенно из Наварры.
Оласабаль продолжал критиковать республиканские реформы, что привело к временным закрытиям его изданий и даже его собственному аресту. Он активно противостоял проекту автономии Басков, считая его антирелигиозным и противоречащим фуэрос. Во время гражданской войны Оласабаль остался в Сан-Себастьяне, где после провала переворота был арестован. В январе 1937 года он стал одной из жертв массовых казней, проведенных социалистическими ополченцами. Обстоятельства его смерти остаются неясными, но его вклад в защиту традиционализма и религиозных ценностей оставил глубокий след в истории испанской политики.